# Nyctibatrachus webilla
O Nyctibatrachus webilla é uma espécie de anuro da família Nyctibatrachidae. É nativo dos Gates Ocidentais, na Índia.